# Sawara (Chiba)
Sawara (佐原市 Sawara-shi?) fue una ciudad (市, shi) de la Prefectura de Chiba, en Japón. La ciudad se fundó  el 15 de marzo de 1951. La población de la ciudad era de 47.244 habitantes con una superficie de 119,88 km² (2006).

## Katori (Chiba)
El 27 de marzo de 2006, la ciudad de Sawara, junto con otras poblaciones se fusionó para crear la ciudad de Katori (Chiba), y por lo tanto ya no existe como un municipio. 

## Puntos de interés
- Jardín Botánico Acuático del Municipio de Sawara